# Stethorrhagus nigrinus
Stethorrhagus nigrinus is een spinnensoort uit de familie van de loopspinnen (Corinnidae).
De wetenschappelijke naam van de soort werd in 1913 als Corinna nigrina gepubliceerd door Lucien Berland.